# Giampaolo Di Paola
Giampaolo di Paola (Torre Annunziata, 15 augustus 1944) is een Italiaans admiraal.
Di Paola was stafchef van het Italiaanse leger van 10 maart 2004 tot 11 februari 2008 en voorzitter van het Militaire Comité van de NAVO van 2008 tot 2011. In november 2011 werd hij benoemd tot minister van Defensie in de Italiaanse regering, het toenmalige kabinet-Monti. Hij bekleedde die functie tot april 2013.

## Eretekens
- Grootkruis in de Kroonorde